# Lek (rivier)
De Lek is een Nederlandse rivier die vanaf Wijk bij Duurstede de voortzetting vormt van de Nederrijn en zich bij Kinderdijk verenigt met de Noord: als Nieuwe Maas zet de rivier zich in westelijke richting voort. De lengte bedraagt 62 kilometer. De rivier is geklasseerd voor verschillende CEMT-klassen. Klasse Va voor het deel Wijk bij Duurstede – Stuw- en sluizencomplex Hagestein, klasse VIa voor de route benedenstrooms  Hagestein – Krimpen aan de Lek.

## Geschiedenis
Over de historische periode waarin de Lek is ontstaan, zijn wetenschappers het niet eens. De schattingen lopen sterk uiteen, met meer dan duizend jaar verschil.
Uit geologisch onderzoek van de Universiteit van Utrecht trok men de conclusie dat de eerste aanzet van de Lek rond 200 v.Chr. is ontstaan, als gevolg van een doorsteek van een oeverwal bij de plek van het huidige Wijk bij Duurstede en Rijswijk. Rond het begin van de christelijke jaartelling zou het een actieve(re) rivier zijn geworden, als zijtak van de Rijn voor de afvoer van het Rijnwater.
De oudste overgeleverde geschreven bronnen vermelden de naam van de rivier tussen de tweede helft van de 8e eeuw en de eerste helft van de 10e eeuw, dan als Lokkia(m) en Loccham.
De Lek eindigde voor de 9e eeuw mogelijk bij Lexmond in de rivier de Ammer (na de 9e eeuw ook de Lek genoemd). Het actiever worden van de Lek leidde tot een langzame dichtslibbing van de Kromme Rijn. De verplaatsing van de hoofdstroom door de Lek in plaats van de Kromme Rijn gebeurde echter pas op zijn vroegst in de 10e eeuw. De Lek werd in 1122 definitief de hoofdstroom van de Rijn, toen bij Wijk bij Duurstede de oorspronkelijke Rijnloop werd afgedamd. De oude Rijnloop via onder meer de Kromme Rijn en de Oude Rijn verloor door de veranderde waterhuishouding sindsdien zijn functie als hoofdwaterweg. In 1285 werd vervolgens de Hollandse IJssel bij Klaphek afgedamd, waardoor de stad Utrecht de directe verbinding met de rivier verloor. Om deze verbinding te herstellen werd in 1374 de Vaartsche Rijn gegraven. Bij Vreeswijk werd een houten sluis aangelegd. 
Aan het begin van de 21e eeuw zijn de dijken langs de Lek verhoogd en heeft de rivier, door het vergraven van uiterwaarden, meer ruimte gekregen om hoge rivierafvoeren te verwerken.

### Overstroming
Tijdens Oud en Nieuw van 1624 brak de Lekdijk door bij Tull en ‘t Waal. Grote delen van de provincies Utrecht en Holland werden getroffen. Het water kwam tot aan Rotterdam, Delft en Leiden en zelfs Amsterdam. Als noodreparatie werd een ringdijk van wilgenhout aangelegd.
Voor de permanente reparatie van de Lekdijk werden eeuwigdurende obligaties uitgeschreven. Voor een aantal van deze obligaties wordt nog steeds rente betaald door de opvolger van het Hoogheemraadschap Lekdijk Bovendams, het Hoogheemraadschap De Stichtse Rijnlanden. De oudst bekende eeuwigdurende obligatie waar nog steeds rente over wordt betaald is een van deze obligaties, ooit aangeschaft door Elsken Jorisdochter en nu in het bezit van de New York Stock Exchange.

## Ligging
De Lek vormt tot ten westen van Culemborg de provinciegrens tussen Utrecht en Gelderland, doorkruist bij Vianen Utrechts gebied, vormt dan tot bij Willige-Langerak de Utrechts-Zuid-Hollandse grens, en loopt ten slotte geheel over Zuid-Hollands grondgebied.
Aan de Lek liggen geen grote steden, maar wel een aantal al dan niet historische plaatsen: achtereenvolgens Wijk bij Duurstede, Beusichem, Culemborg, Vianen, Nieuwegein, Ameide, Lexmond, Lopik, Nieuwpoort Groot-Ammers en Schoonhoven. Bij de monding zijn: Lekkerkerk, Krimpen aan de Lek en Kinderdijk grotere plaatsen. De grootste plaats aan de Lek is Nieuwegein, waarvan het moderne centrum weliswaar niet aan de rivier ligt, maar de historische kern Vreeswijk wel.
De Lek staat onder meer via het Amsterdam-Rijnkanaal, Lekkanaal en Merwedekanaal in verbinding met andere waterwegen. Het Amsterdam-Rijnkanaal kruist de Lek bij Wijk bij Duurstede en het Merwedekanaal bij Vianen. Een verouderde waterverbinding is de Vlist die vanaf Schoonhoven vroeger een verbinding met de Hollandse IJssel vormde. 
Bij Hagestein bevindt zich een groot stuwcomplex.
De Lek doorsnijdt de Nieuwe Hollandse Waterlinie. Ter bewaking van toegang tot Holland zijn twee grote forten gebouwd. Dit zijn Fort Honswijk en Fort Everdingen.

## Oeververbindingen
Bruggen over de Lek zijn: de Jan Blankenbrug in de A2 ten westen van Vianen en de Hagesteinsebrug in de A27 ten oosten van Vianen. Stroomopwaarts ligt bij Culemborg de Kuilenburgse spoorbrug. Verder kan de rivier via pontveren worden overgestoken bij Krimpen aan de Lek, Bergambacht, Schoonhoven, Ameide, Vreeswijk, Culemborg, Beusichem en Wijk bij Duurstede.
Voor overzichten: